# Monuments et lieux touristiques de Chaumont
Ne doit pas être confondu avec Liste des monuments historiques de Chaumont.
Cet article présente les monuments et lieux touristiques et historiques de la ville de Chaumont, préfecture du département de la Haute-Marne.

## Monuments historiques et touristiques

### Les Tanneries
Les Tanneries font référence à l'endroit où les lavandières tannaient des peaux de bêtes ou simplement lavaient leur linge. C'était un travail difficile parce que le lavoir se situe en bas de la côte des tanneries ce qui suppose un voyage long et pénible de la part des lavandières (de nombreuses femmes travaillaient en ayant plus de 75 ans). Ce lavoir d'En Buez résulte de cette activité ; il fut construit au XIXe siècle et est constitué de quatre lavoirs parallèles. Buer en vieux français voulait dire « faire la lessive ».

### Donjon des comtes de Champagne

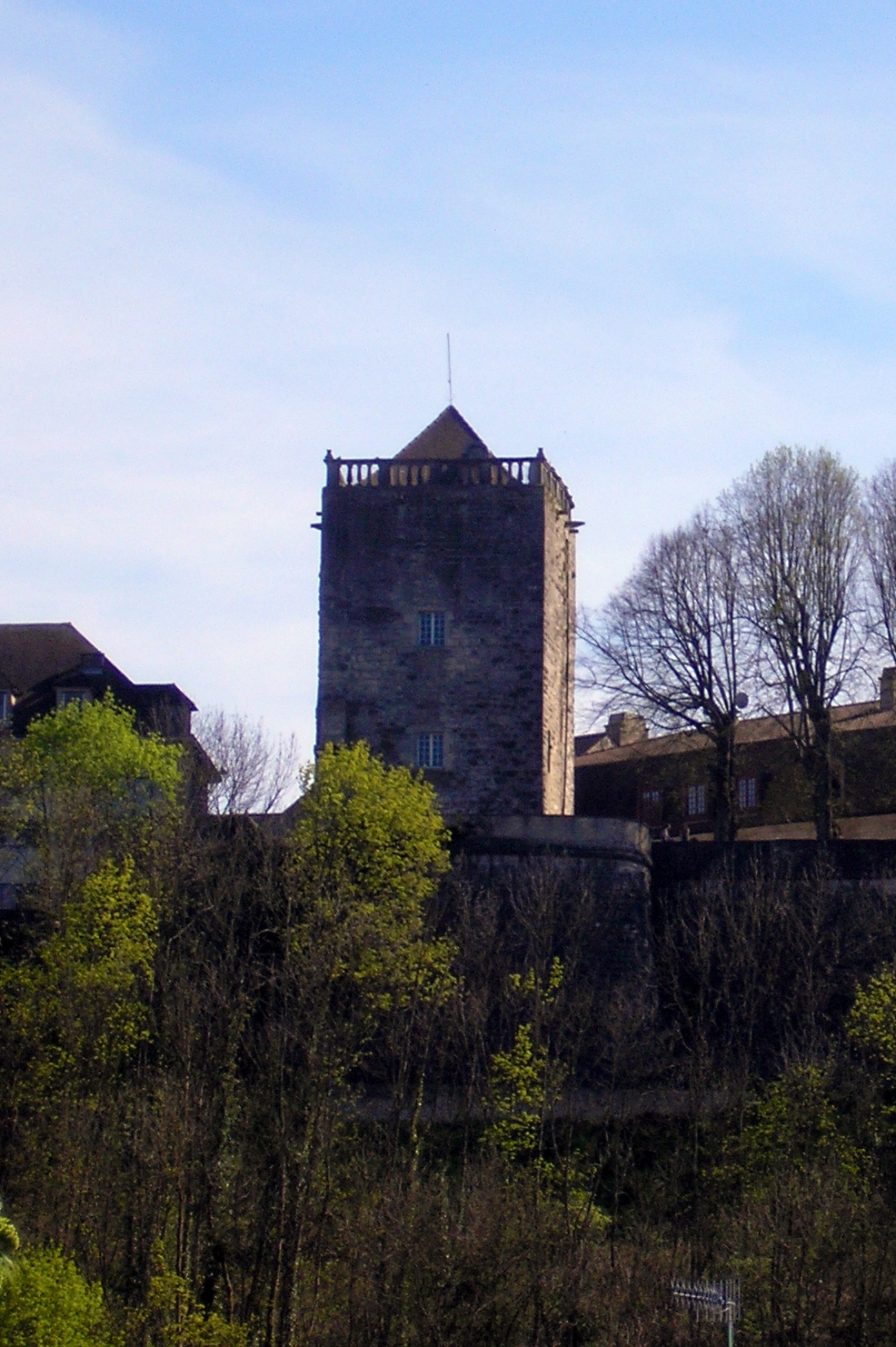
Le Donjon des Comtes de Champagne.

L'ancien château (XIIe siècle) domine la vallée de la Suize et de la Marne, pour des raisons stratégiques. Il est l'effigie de la puissance des comtes de Champagne. Il est composé de 12 tours et de trois portes. Le donjon a été construit à la même époque.
Dernier témoignage du château des comtes de Champagne, il fut construit sur un éperon rocheux qui domine la vallée de la Suize, et est considéré comme le "berceau de la ville". La tour médiévale haute de 19 m a conservé son aspect d'origine avec ses murailles à bossage épaisses de 2,60 m (au pied)et de 1,50 m (au sommet). À l'origine élément du système défensif du château, il sera par la suite transformé en prison (vers 1830). Ses murs intérieurs conservent encore de nombreux témoignages de cette époque sous forme de graffitis gravés dans la pierre par les prisonniers. Au pied du donjon, les salles basses de l'ancien château abritent le musée d'art et d'histoire de la ville. Le donjon est aussi dénommé tour Hautefeuille, par le simple fait que les Comtes d'Hautefeuille, connus par leurs présences au Mont Aimé et en Picardie furent seigneurs de ces lieux avant les comtes de Champagne.

### Tour d'Arse

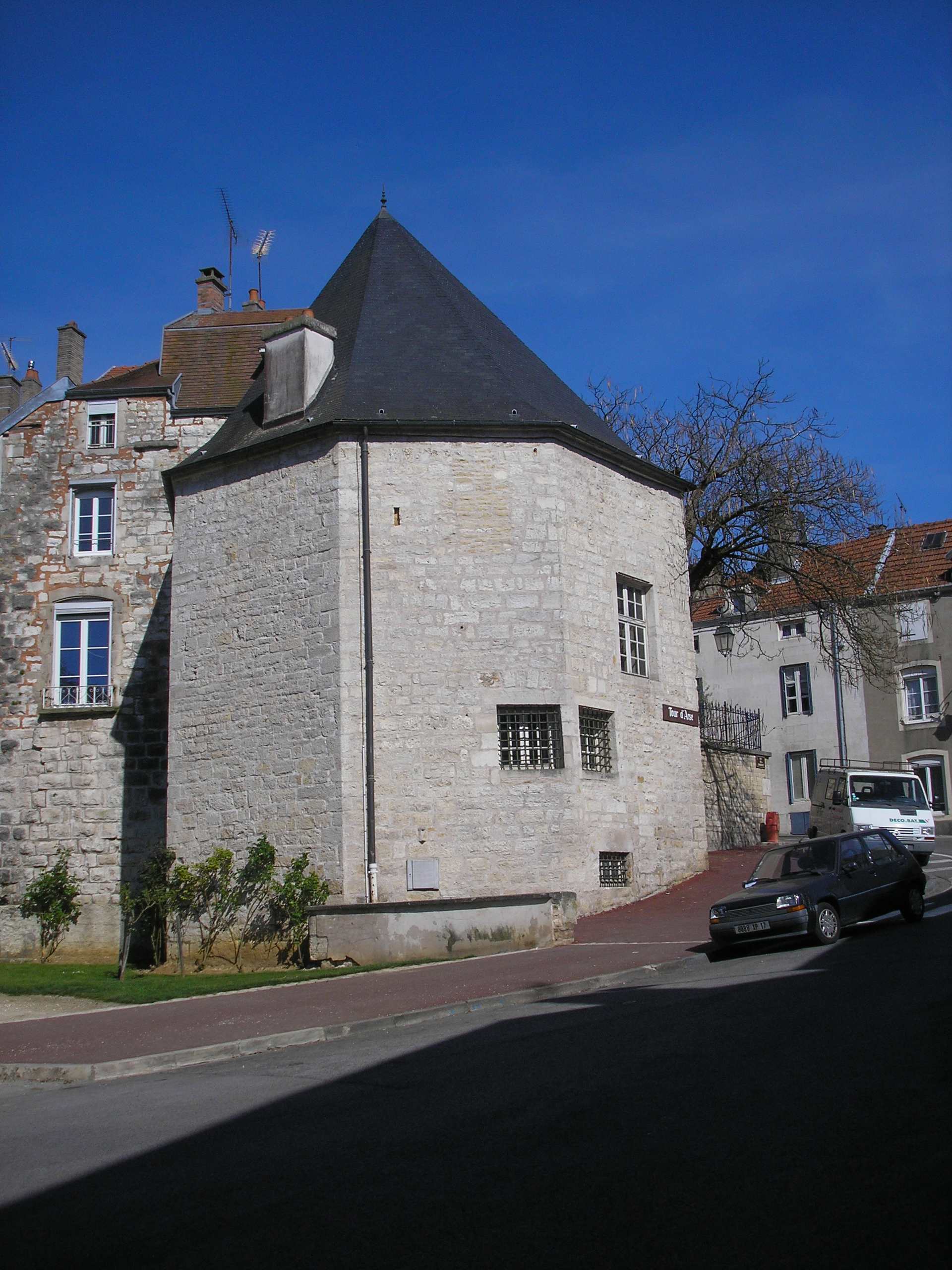
Tour d'Arse (XIII)

La tour d'Arse (XIIIe siècle) appartient à la ceinture des remparts, et se situe au sud-ouest de la cité. Elle servait notamment d'arsenal pour la défense militaire de la ville. Alors que la défense était de moins en moins à l'esprit des habitants, cette tour est devenue une boulangerie. Elle conserve de nombreuses structures en bois.

### Cour Le Noble
Style (XVIe siècle) : son propriétaire fait acquisition de son terrain vers la fin du XVe siècle. Son escalier est relativement contemporain.

### Hôtel de ville

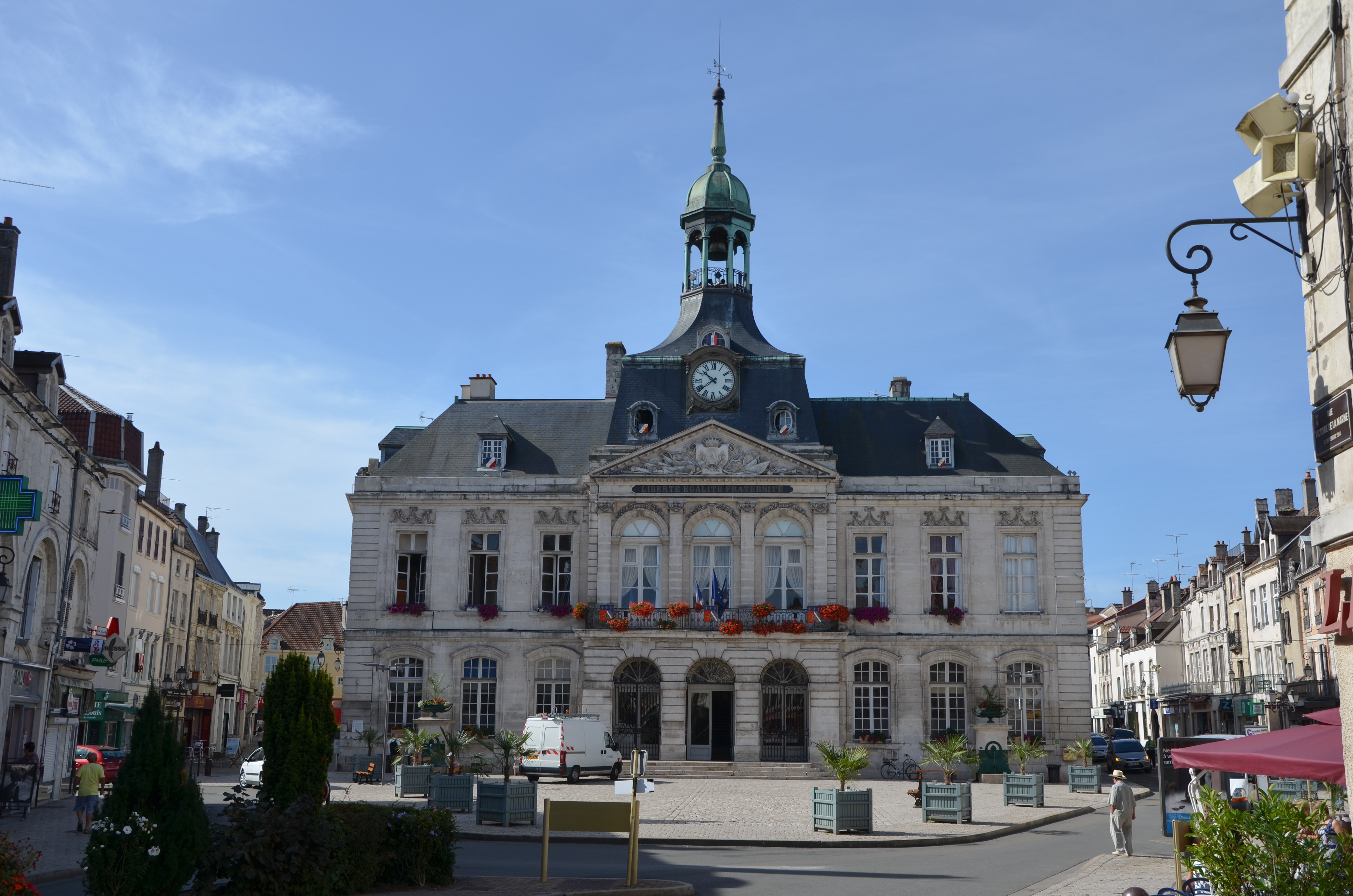
L'hôtel de ville de Chaumont.

L'hôtel de ville a été édifié de 1787 à 1790 sur les plans de l'architecte François-Nicolas Lancret.

### Viaduc du chemin de fer

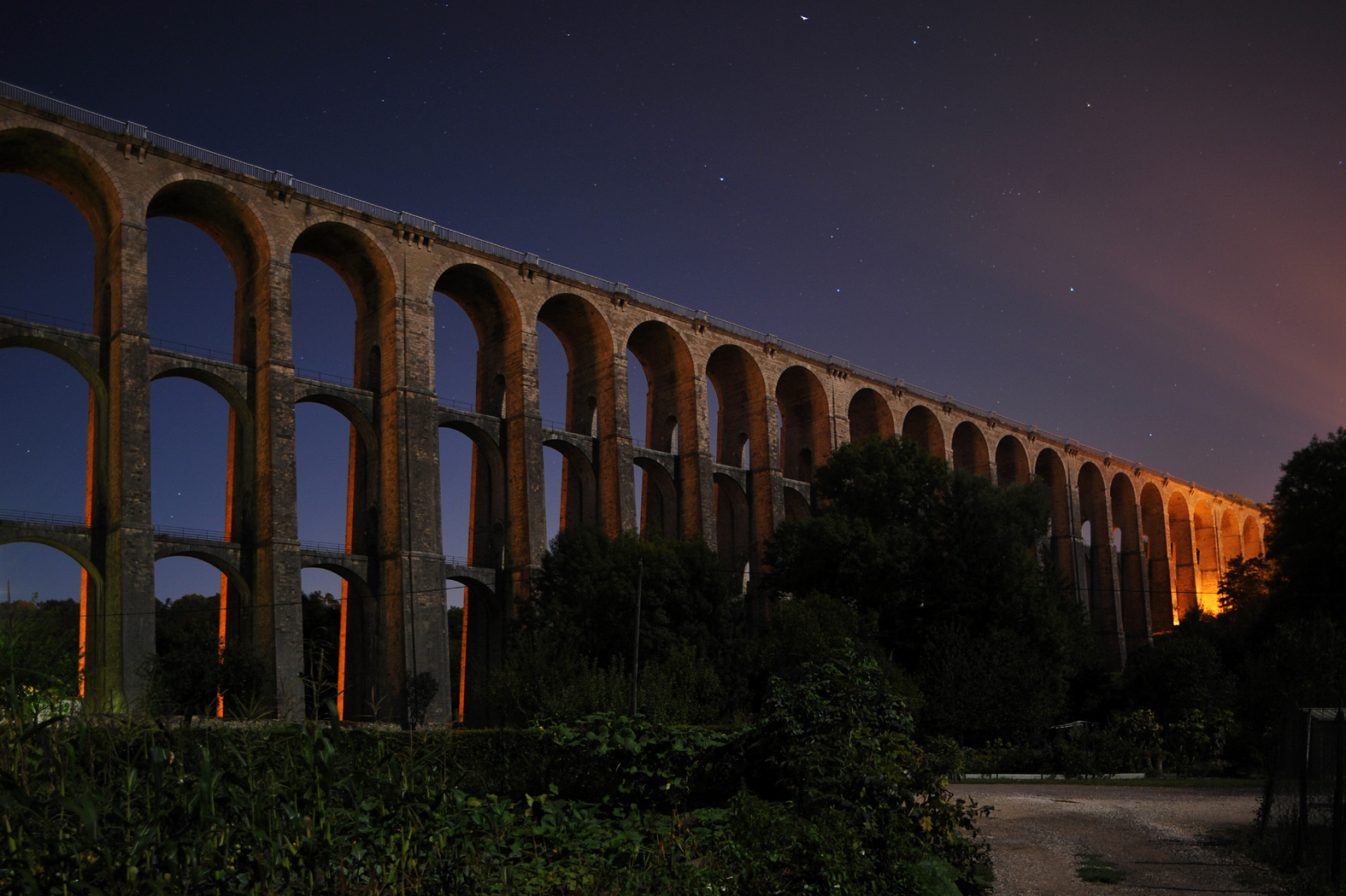
Le viaduc.

Il a été conçu par l'ingénieur E. Decomble et construit en seize mois seulement (août 1855-novembre 1856) pour le passage commun des voies ferrées Paris-Bâle et Blesme-Gray. Ainsi le franchissement d'une petite vallée donna lieu curieusement au plus important ouvrage d'art de ce genre construit en France à cette époque. Le triple rang d'arches, le jeu discret des piles fortes et faibles, traversées de galeries, l'appareillage des pierres, contribuent à l'effet produit combiné de puissante solidité et de légèreté. La mise en service du viaduc a été un moteur économique important pour le chef-lieu.

### Le Lavoir de Buez
Le lieu dit « en buez » est situé au pied de la ville dans le faubourg des tanneries ; faubourg qui tire son nom de l’activité qui y était pratiquée. Bien desservi en eau, contrairement à la ville située sur son promontoire, le faubourg des tanneries accueillera dès le XVIe siècle un lavoir. Lavoir qui avec le temps se dégradera, notamment sous l’effet des crues régulières de la Suize. Les préoccupations de salubrité publique pour vaincre les épidémies, apparaissant à partir des années 1820, la ville de Chaumont sera conduite à confier, en 1826, la reconstruction de ce lavoir au sieur Godard, entrepreneur de maçonnerie, qui mènera à bien les travaux dont la réception interviendra en 1832.
Fortement rehaussé par rapport au cours de la Suize afin d’en éviter les crues, ce vaste ensemble de près de 400 m2 est mis en eau grâce  au captage de petits ruisseaux débouchant dans le vallon boisé avoisinant. L’eau ainsi captée est réceptionnée dans un profond  bassin de stockage muni de vannes permettant la distribution de l’eau dans les bassins de lavage. Au nombre de trois, ces grands bassins rectangulaires profonds d’environ cinquante centimètres pouvaient accueillir 120 lavandières. Entièrement réalisé en pierre de taille ce lavoir, couvert à l’origine, possède également un bassin de basses eaux. D’une capacité de 90 lavandières, ce bassin aux formes arrondies est situé perpendiculairement au reste de l’ensemble.
Outre ses belles banquettes de pierre destinées au repos le lavoir de Buez offrait des commodités fort appréciables à savoir des latrines dont les trois arcades de fond rappellent l’entrée. Au début du XXe siècle, les femmes à la pellotte (surnom des lavandières lié à l’usage des pellottes ou battoirs) délaissant peu à peu le lavoir de Buez, au profit du nouveau lavoir de la rue Jean Jaurès couplé aux bains douches municipaux, celui-ci sera découvert et tombera peu à peu en désuétude.

### Ermitage de Saint-Roch

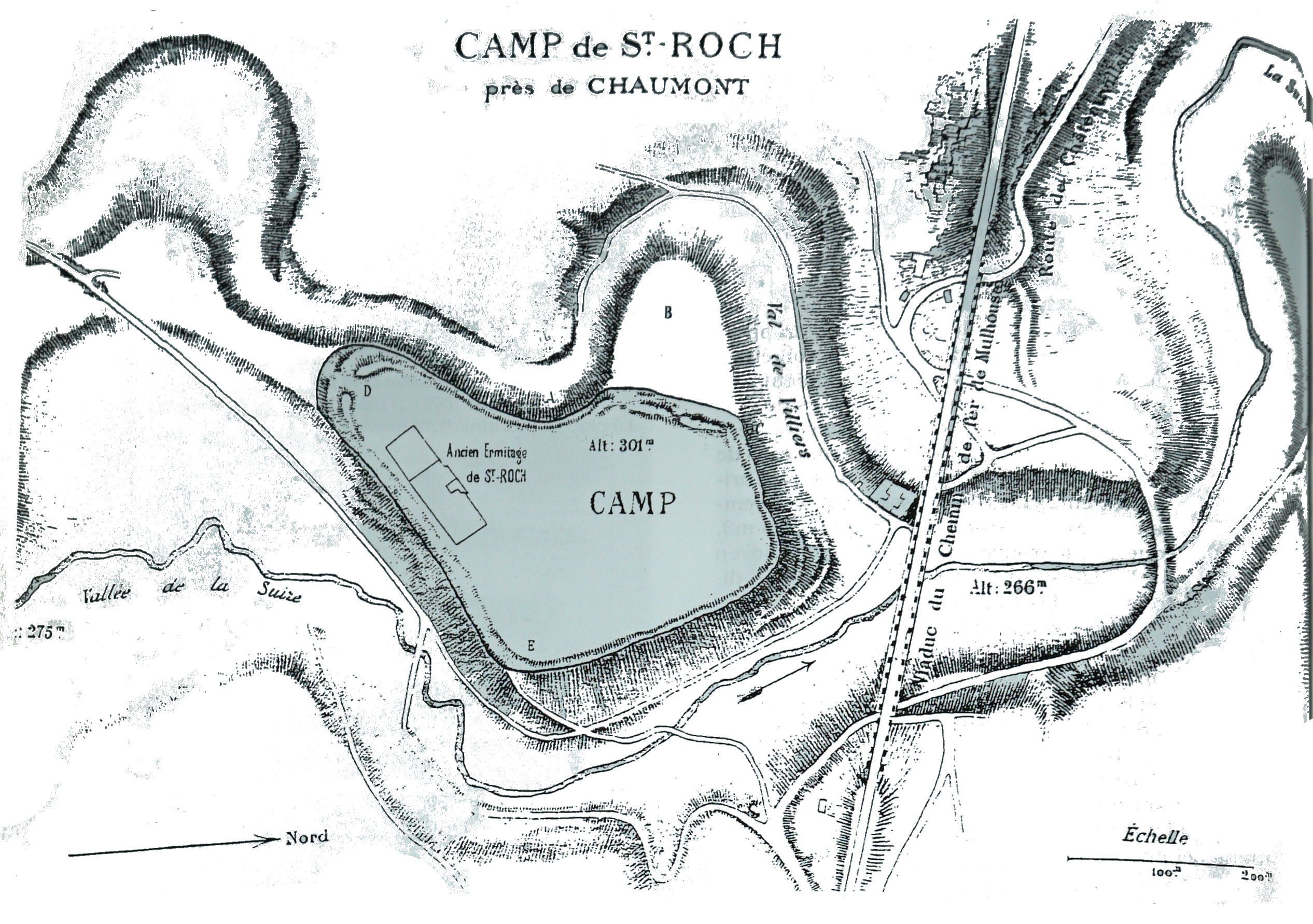
Vue du camp de st-Roch.

L'ermitage de Saint-Roch, fondé au XVIe siècle, sert aujourd'hui de centre aéré.

### Le Signe
Le Signe, Centre national du graphisme, inauguré le 6 octobre 2016 dans les anciens locaux de la Banque de France rénovés et étendus par l'agence d'architecture Moatti—Rivière, est le premier lieu français permanent consacré au graphisme. En tant que centre d'art, le Signe est une plateforme de production, de diffusion, de soutien à la création, de dialogue et de médiation entre le champ artistique du graphisme et les publics. Son programme d’expositions, d’ateliers, de formations et de résidences, participe à la reconnaissance, au développement et au rayonnement du design graphique en France et dans le monde. Chaumont, forte d’une collection remarquable d’affiches anciennes léguée en 1906, s’est imposée comme un haut lieu du design graphique depuis la création en 1990 d’un festival et d’un concours international qui a permis la constitution d'une collection d'affiches contemporaines Devenu Biennale et désormais porté par le Signe, ce rendez-vous réunit tous les artistes et designers graphiques à travers le monde depuis près de 30 ans.

### Square Philippe-Lebon

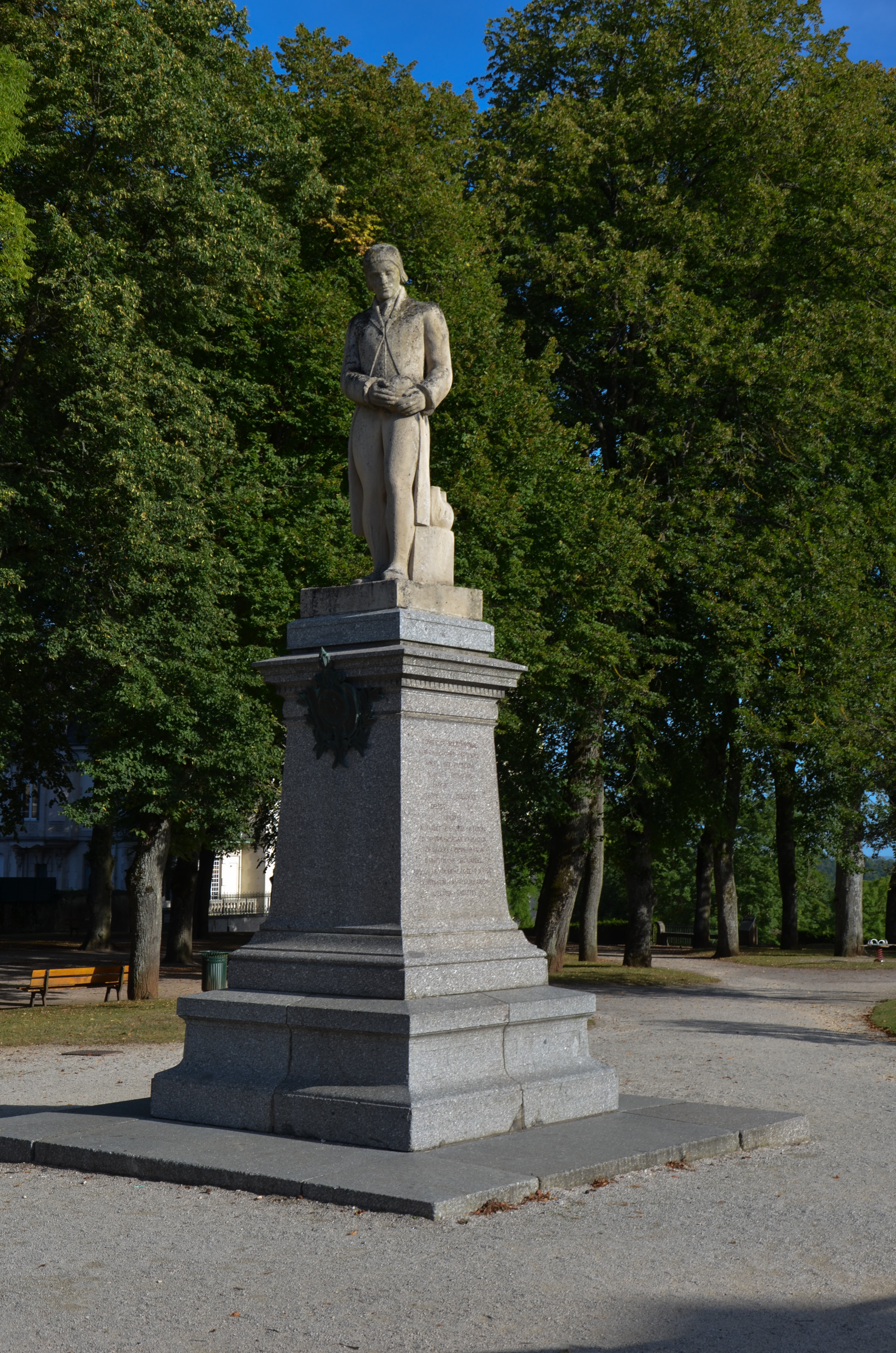
Statue (en pierre) de Philippe Lebon.

Le square Philippe-Lebon comportait un bronze à la gloire de l'inventeur méconnu du gaz d'éclairage Philippe Lebon (1767-1804) né à Brachay (Haute-Marne). Cette œuvre avait été réalisée par Antide Péchiné et fut inaugurée en juin 1887. La statue a été fondue sous le régime de Vichy et a été remplacée par une copie en pierre ; sur le socle, un petit  bronze qui a échappé à la fonte représente une allégorie de l'éclairage. La terrasse du square et le podium circulaire de l'ancienne tour Charton (XVIe siècle) sont le lieu privilégié pour contempler l'éperon fortifié du donjon ainsi que la basilique Saint-Jean.

### Place Émile-Goguenheim

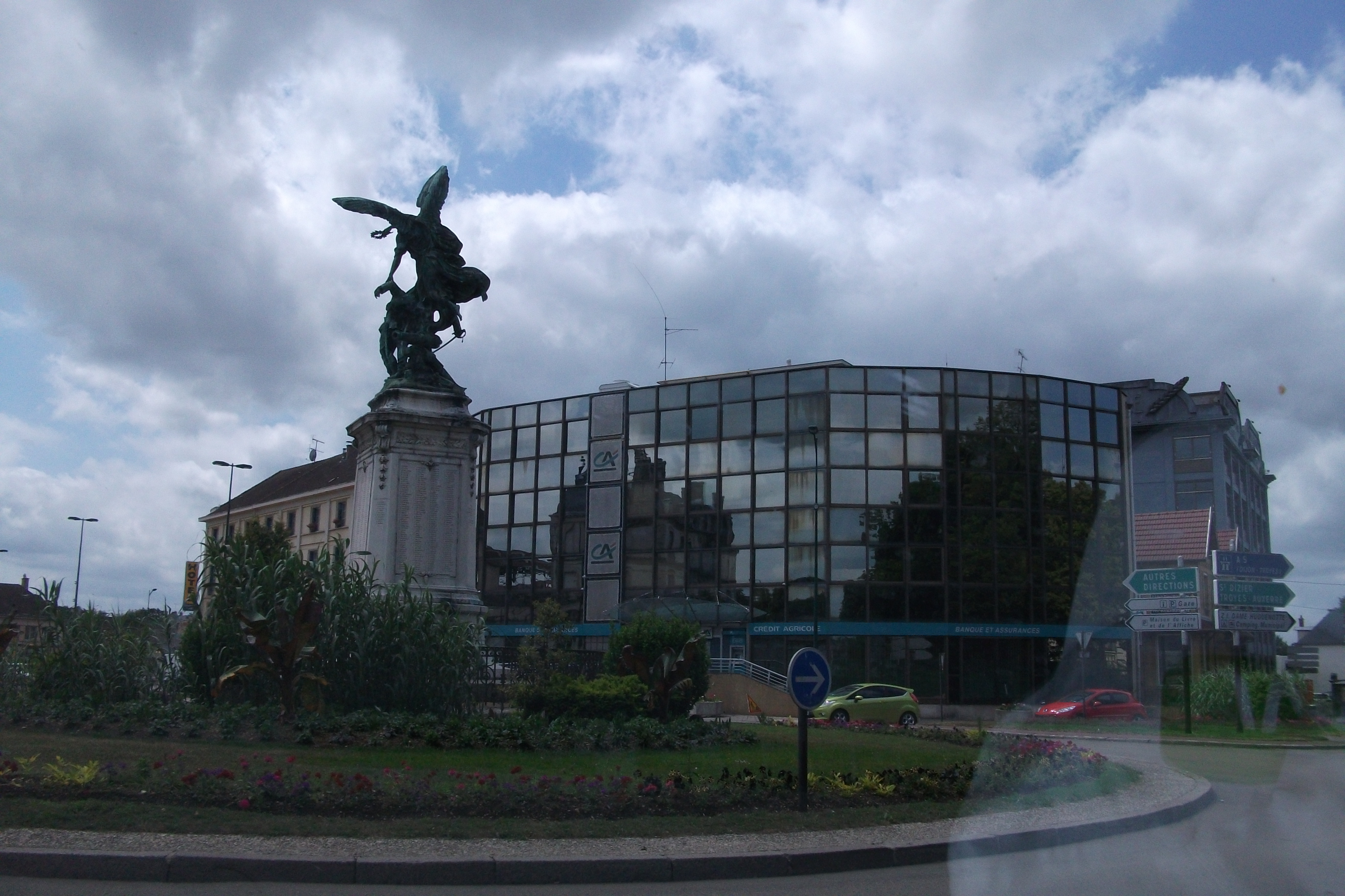
Monument aux morts de 1870.

La place Émile-Goguenheim, près de la gare, contient en son centre le mémorial Aux enfants de la Haute-Marne morts pour la Patrie, réalisé en 1898 par Tony-Noël, monument aux morts de la guerre de 1870. C'est l'œuvre la plus importante de ce genre à Chaumont et la mieux située ; elle contribue à l'aspect monumental de la place.

### Square Boulingrin

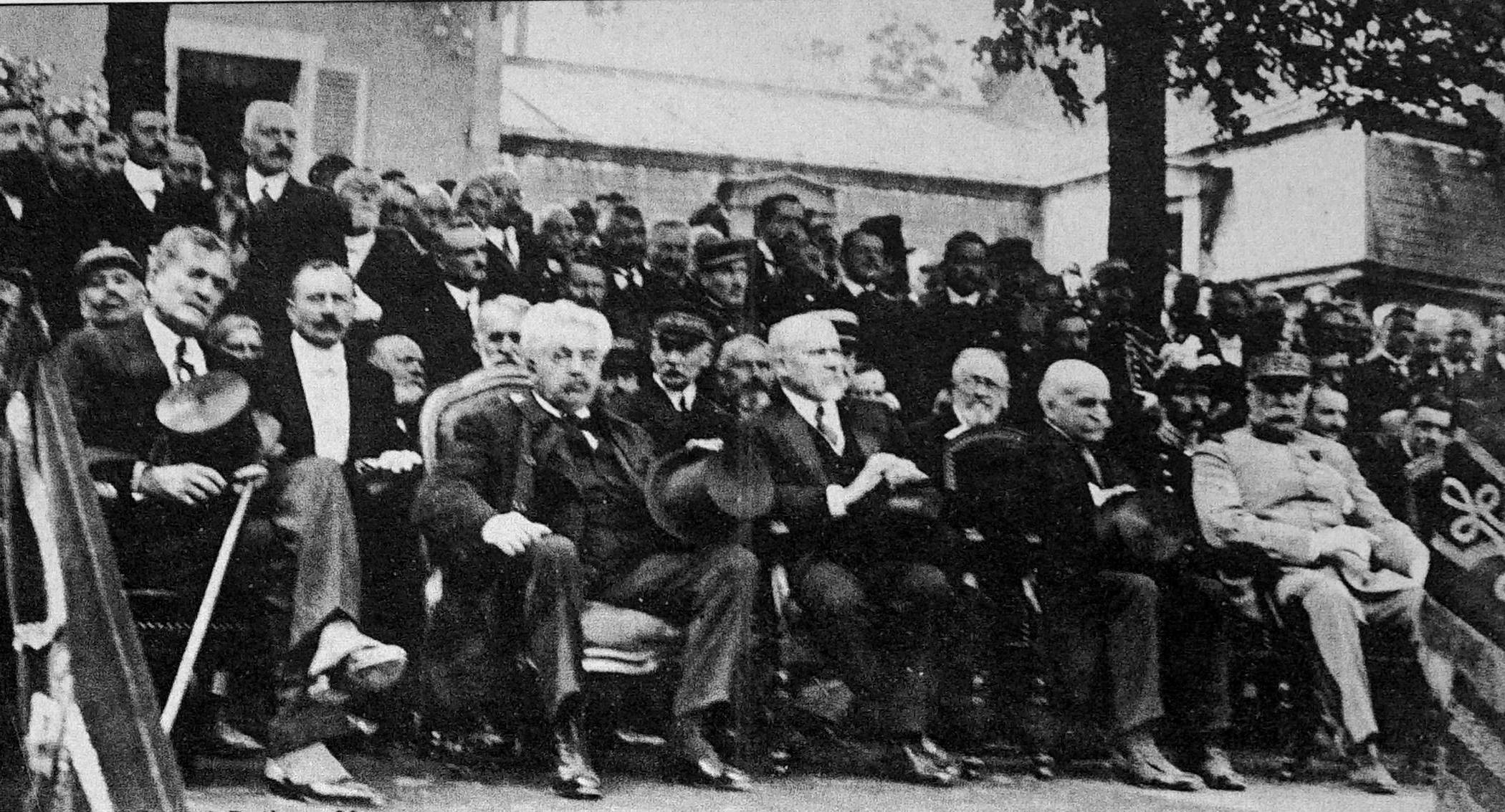
Inauguration du monument,
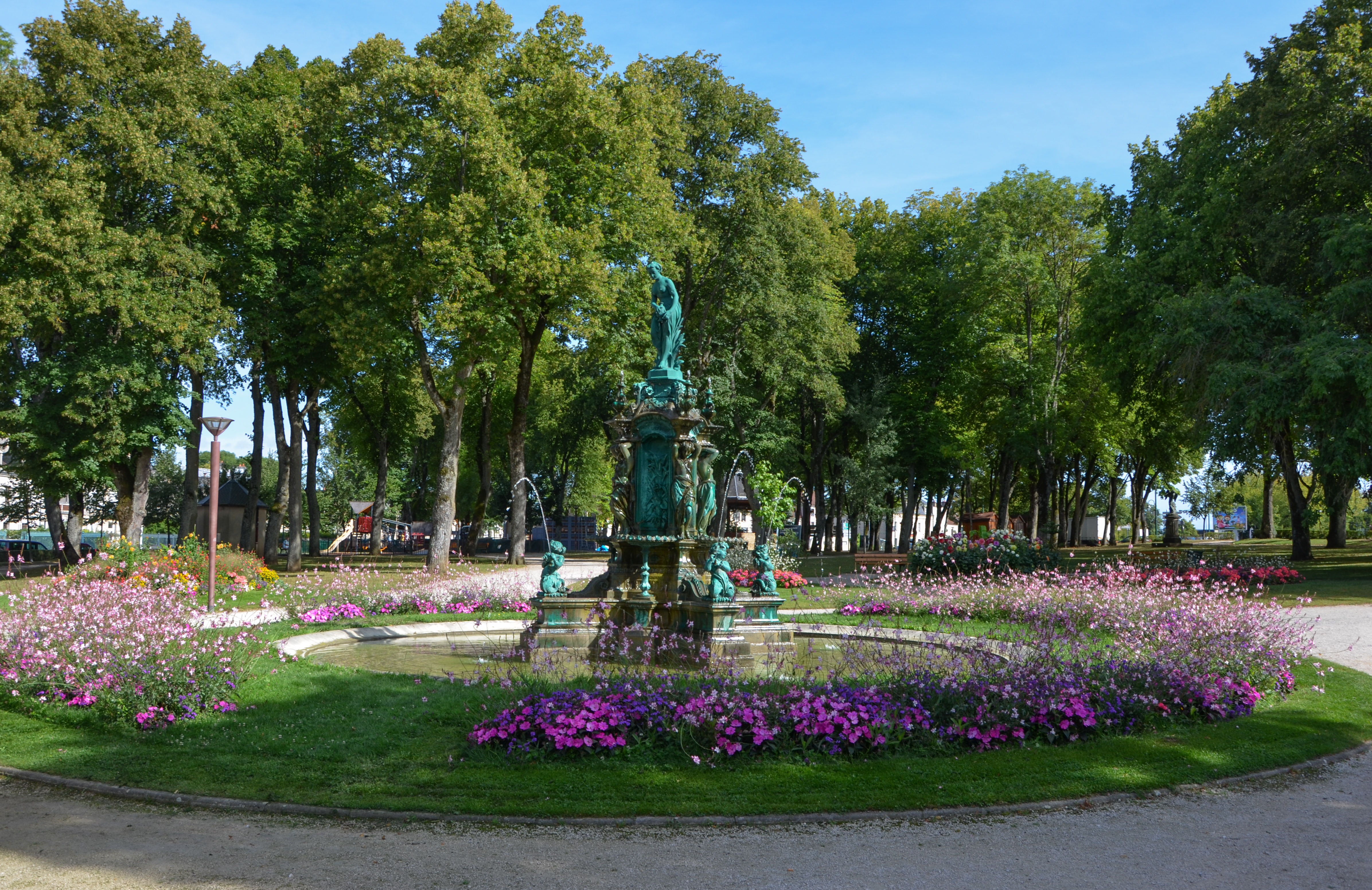
la fontaine
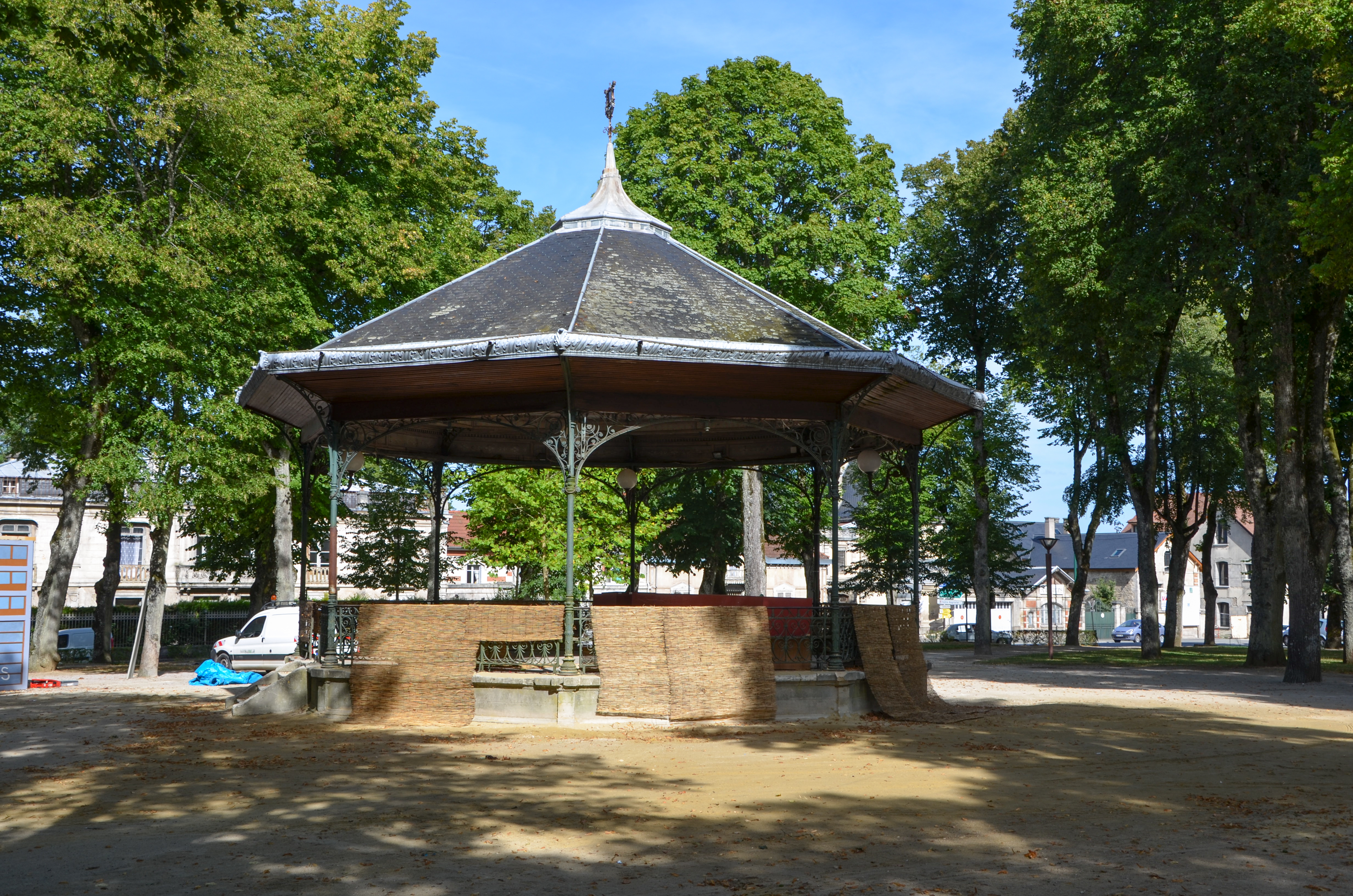
le kiosque.

En face de la préfecture avec son kiosque à musique, sa fontaine et le Monument à l'Amitié et à l'aide américaine inauguré le 3 juin 1923.

### In memoriam
Face au pavillon d'octroi, près du pont de Langres, se trouve le mémorial In memoriam : souvenir des 453 Chaumontais morts pour la France (1914-1918). Malgré les figures en haut-relief, ce monument manque d'ampleur et ne peut, sur ce point, soutenir la comparaison avec le monument de la place Goguenheim. Il convient de noter, néanmoins, que les cérémonies de souvenirs qui ont lieu les 8 mai et 11 novembre se font à ce mémorial, compte tenu de sa localisation et de la superficie de son terre-plein.

## Monuments religieux

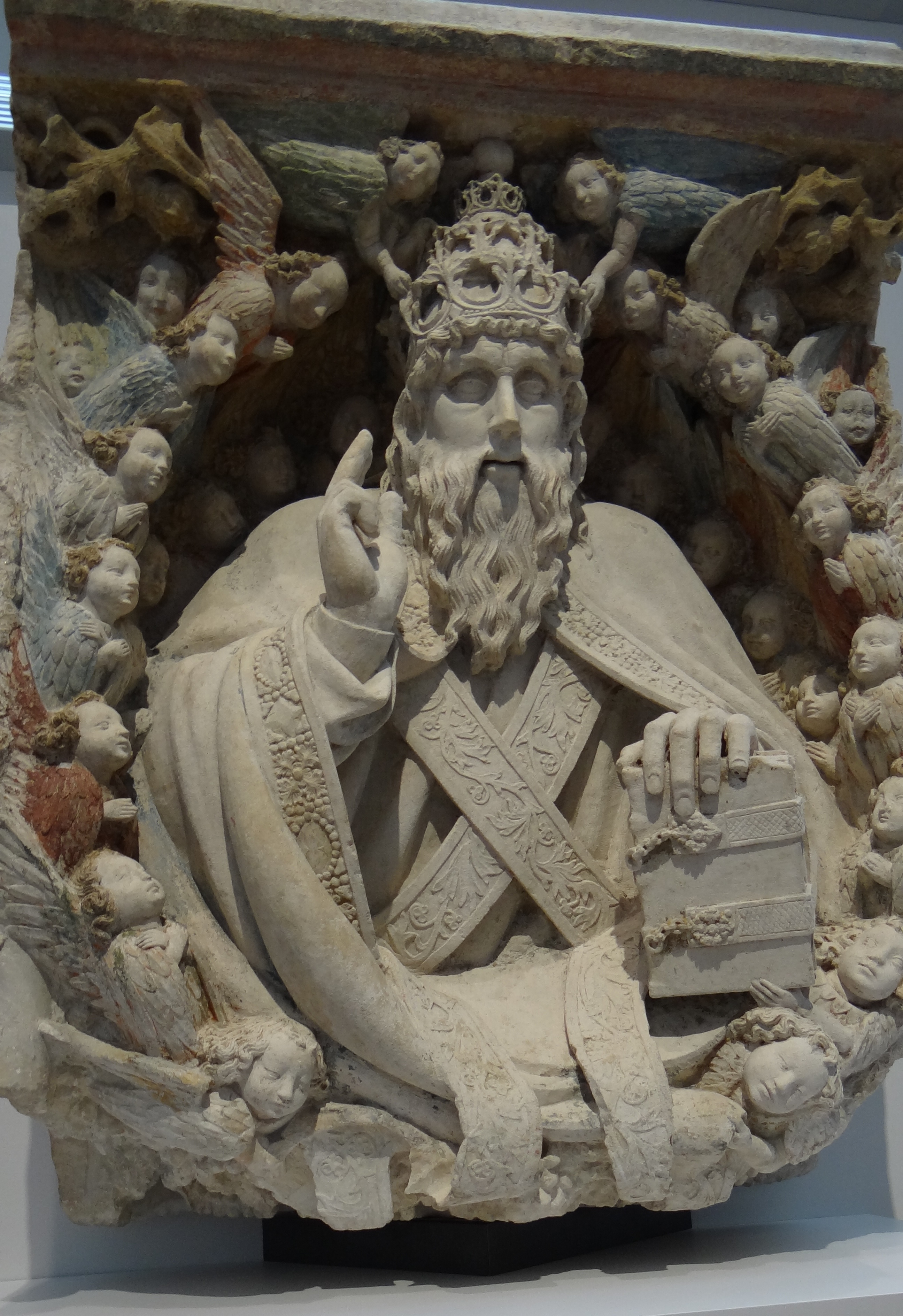
Chaumont-en-Bassigny - vers 1475 - Pierre avec polychromie - Fragment d'une chapelle du Saint-Sépulcre - Père éternel bénissant entouré d'anges - Louvre-Lens Galerie du Temps

### Basilique Saint-Jean-Baptiste
La basilique Saint-Jean-Baptiste date du (XIIIe – XIVe siècle). Cette basilique est construite au cœur de Chaumont au XIIIe siècle et son architecture de l’époque est conservée (façade et nef). Elle sera agrandie dès la Renaissance (transept et abside, dans un style gothique flamboyant). Jean-Baptiste Bouchardon réalisa plusieurs sculptures à l’intérieur.

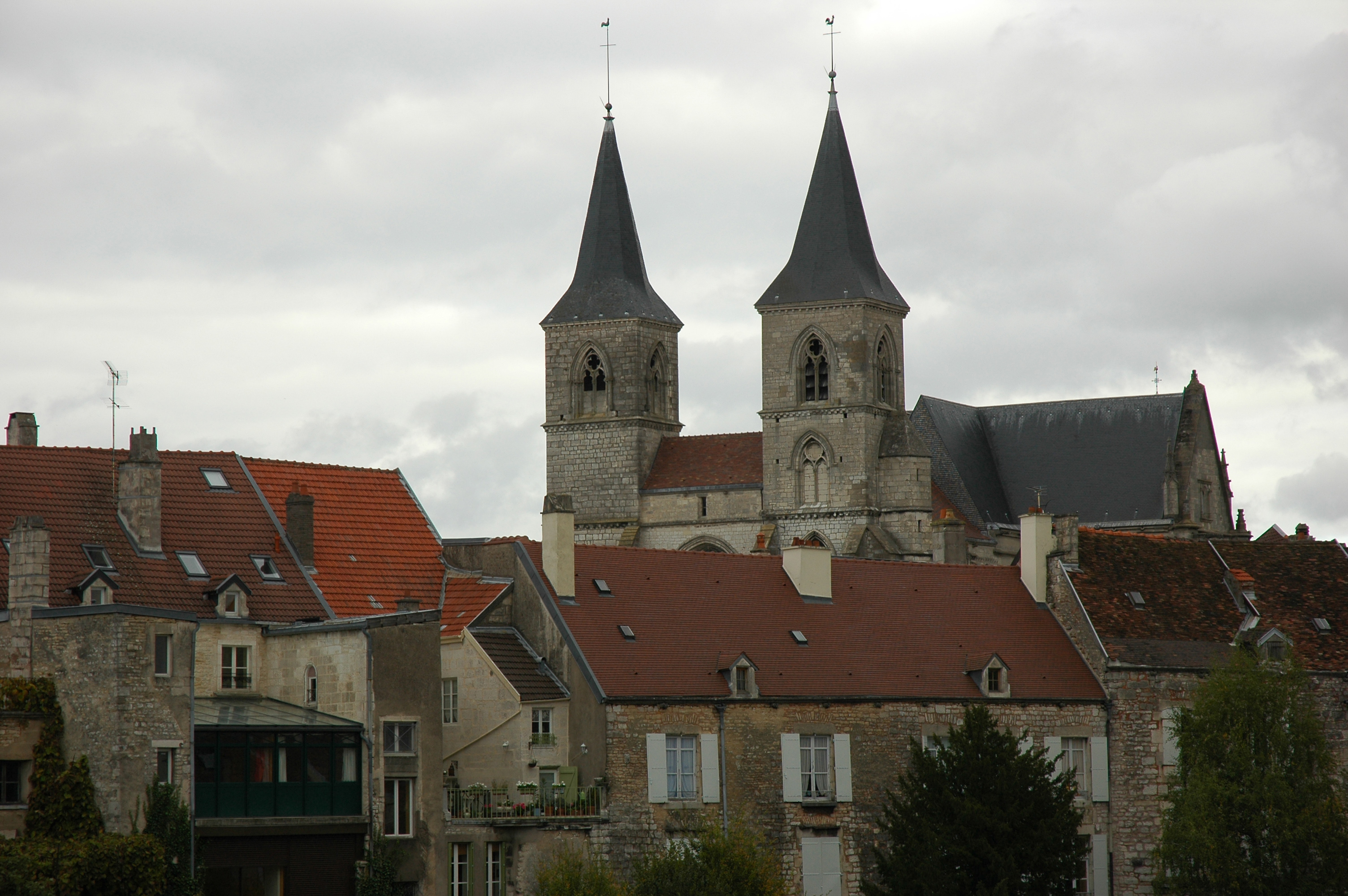
La basilique Saint-Jean-Baptiste
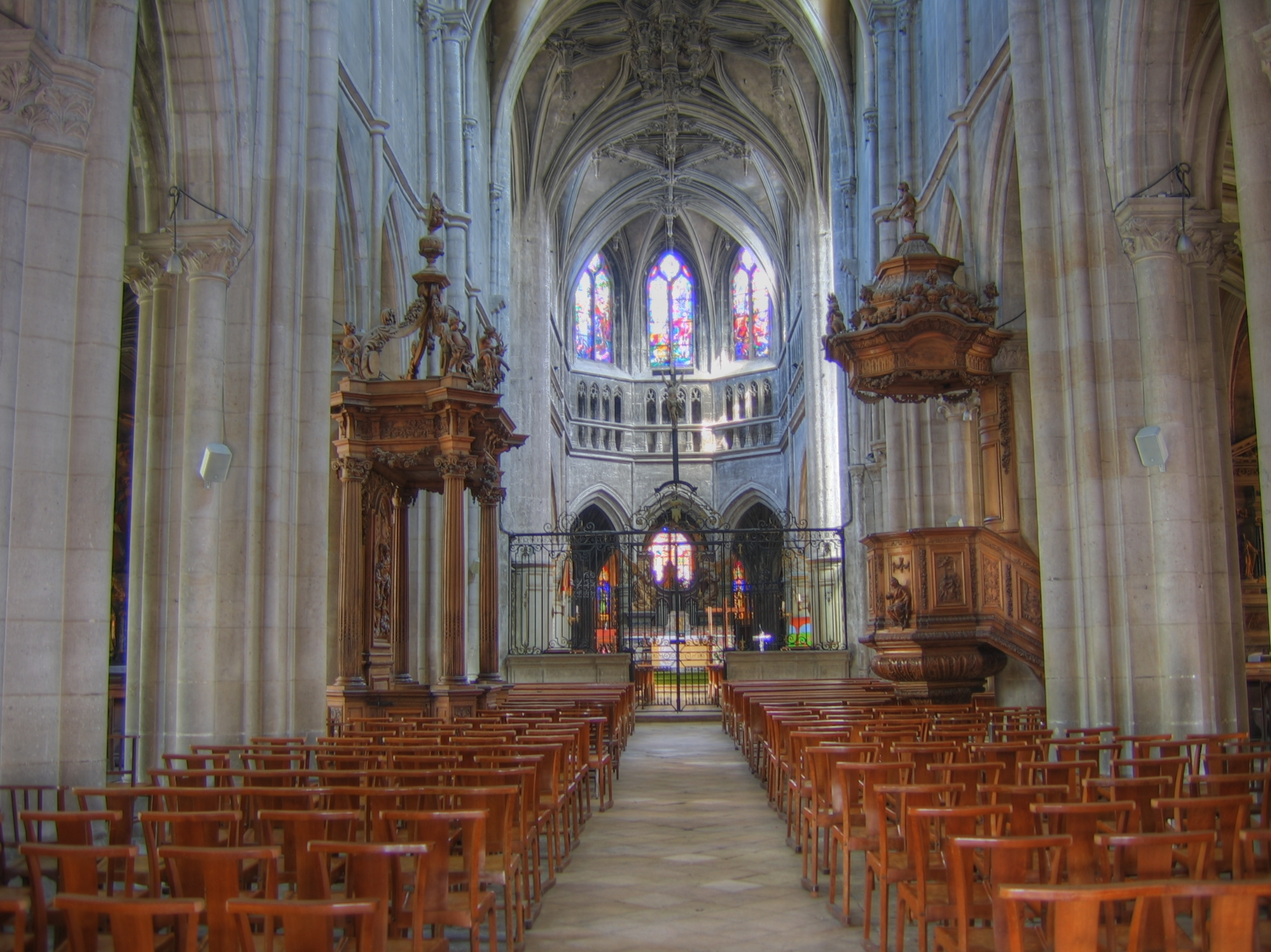
Intérieur de la basilique Saint-Jean-Baptiste
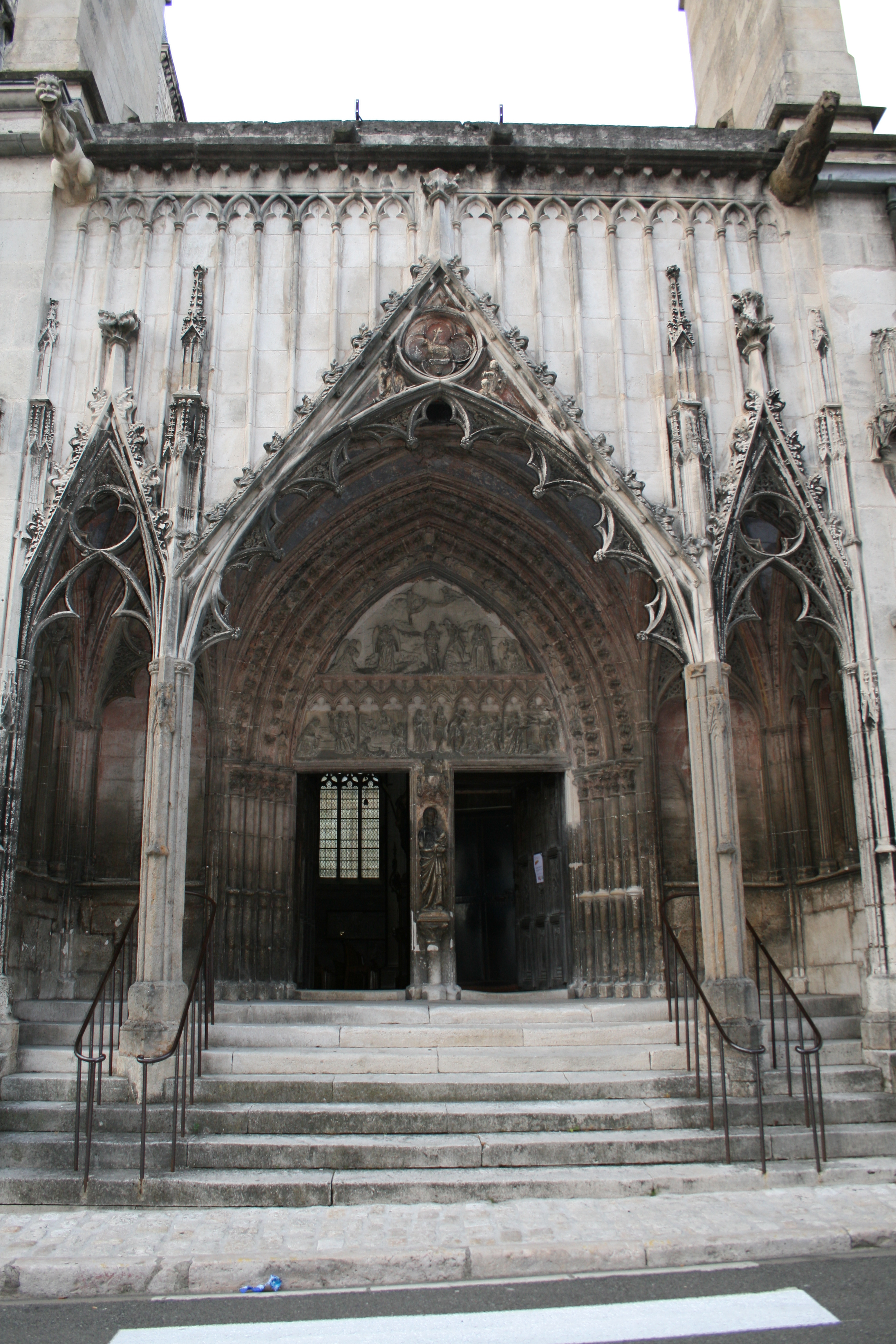
Portail sud.
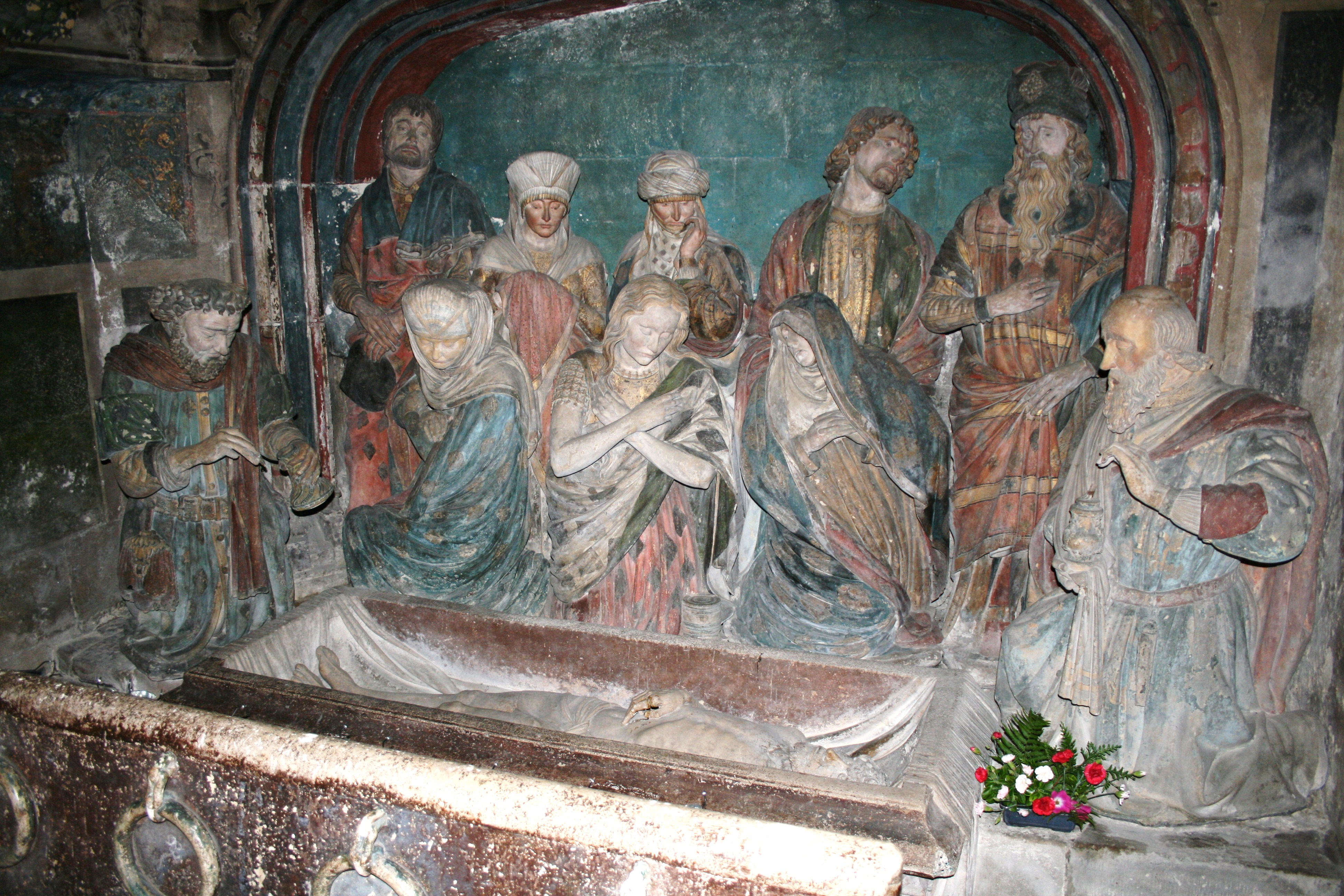
le sépulcre de Saint-Jean-Baptiste.
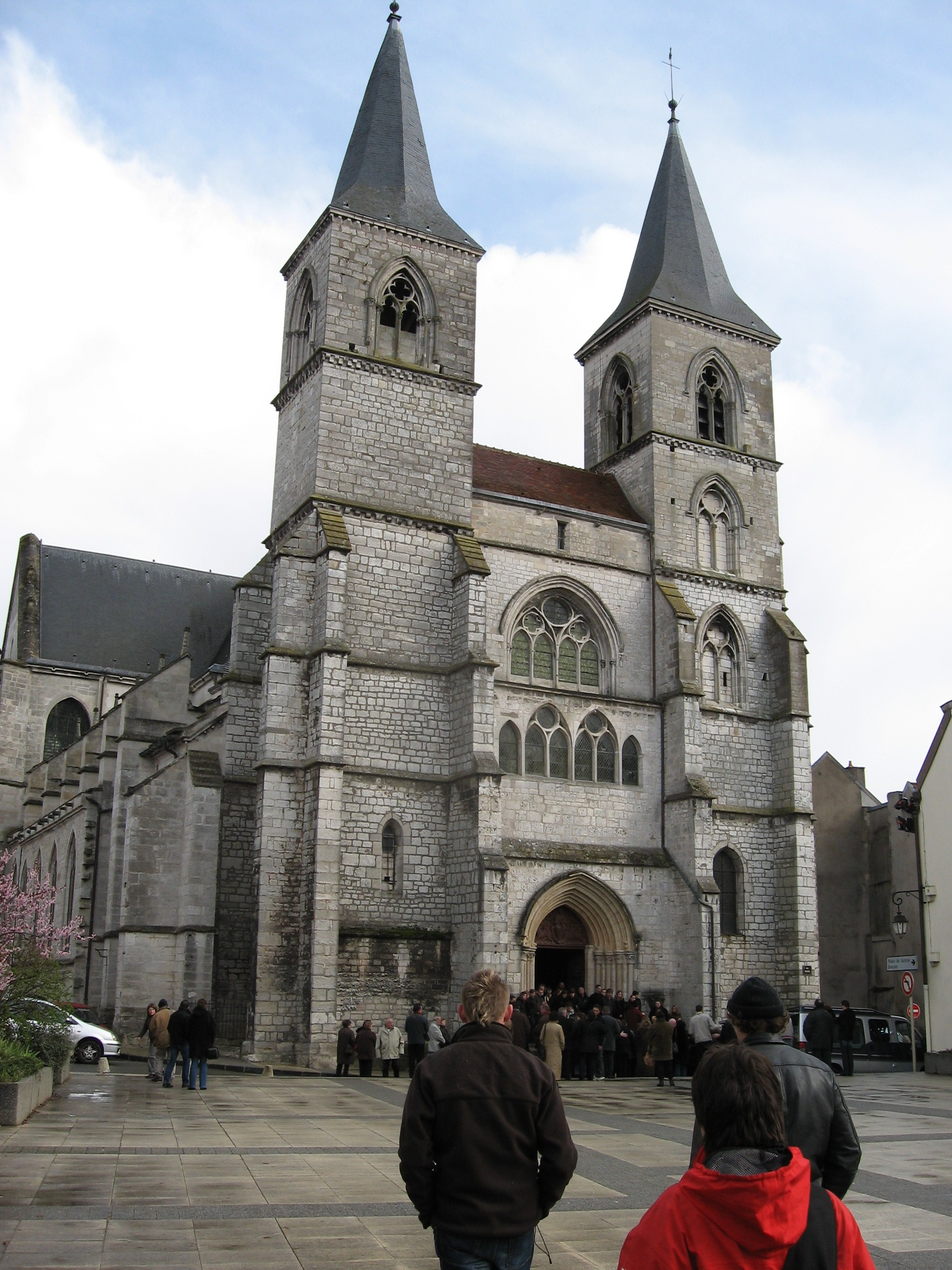
la basilique Saint-Jean-Baptiste, de face.

### La chapelle des Jésuites

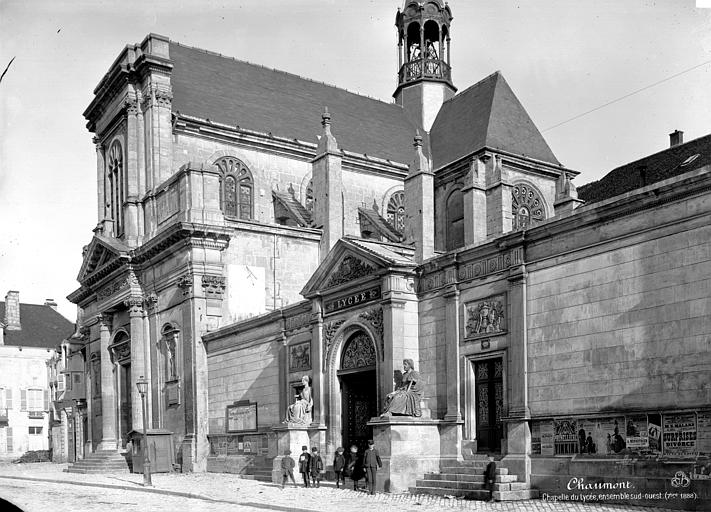
collège des Jésuites (1888).

La chapelle des Jésuites (XVIIe siècle) est remarquable par ses dimensions et témoigne de l'importance que pouvait avoir le collège des Jésuites en France. Elle a été érigée entre 1629 et 1640. Elle reflète l'architecture jésuitique de son siècle, sa plus grande richesse n'est pas son architecture mais sa décoration intérieure comme le haut-relief que réalisa Jean-Baptiste Bouchardon. À l'extérieur de cette chapelle, se trouve une fontaine qui rend hommage à Edme Bouchardon.

## Musées

### Musée d'art et d'histoire

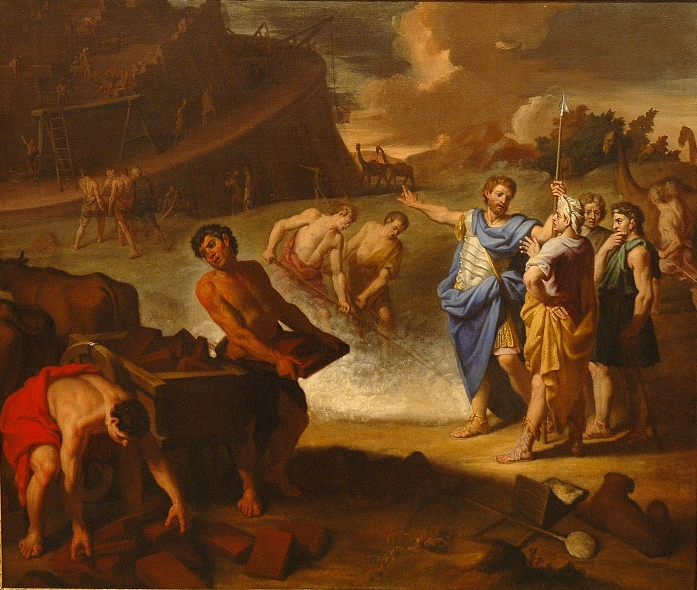
Charles Gussin, La Construction de la Tour de Babel, 1690, Chaumont, musée d'art et d'histoire

Œuvres picturales
- Bettera (Bartolomeo Bettera ?), Nature morte aux instruments de musique.
- Félix Boisselier, La Mort d'Adonis, Salon de 1812, acquis par Louis XVIII, dépôt du musée du Louvre en 1872.
- Josse van Craesbeeck attribué à, Un buveur, ancienne collection Louis La Caze,dépôt du musée du Louvre en 1872, presque entièrement ruiné, .
- Charles Gussin, La Construction de la Tour de Babel, 1690.
- François Alexandre Pernot, Vue du pont du château de Saint Maurice dans le Valais, effet de clair de lune.
- Dominique Ricoveri dit Dominique Florentin, Bas-reliefs de la chapelle funéraire de Claude de Lorraine et deux Figures de Vertu de la chapelle funéraire de Claude de Lorraine
- Paul de Vos, Scène de chasse.

- 130 œuvres cataloguées sur le site Arcade

- 45 œuvres (pas toutes picturales) cataloguées sur le site du Catalogue interministériel des Dépôts d’œuvres d'Art de l’État  (CDOA):

### Musée de la Crèche
Le musée de la Crèche, issu d'un legs, rassemble une collection de crèches dont une série de crèches monumentales du XVIIIe siècle évoquant la vie de la société napolitaine. Collection à laquelle s'ajoutent d'autres crèches de diverses origines qui peuvent être en terre cuite, cire, coquillages et verre filé de Nevers.

### Maison du Livre et de l'Affiche

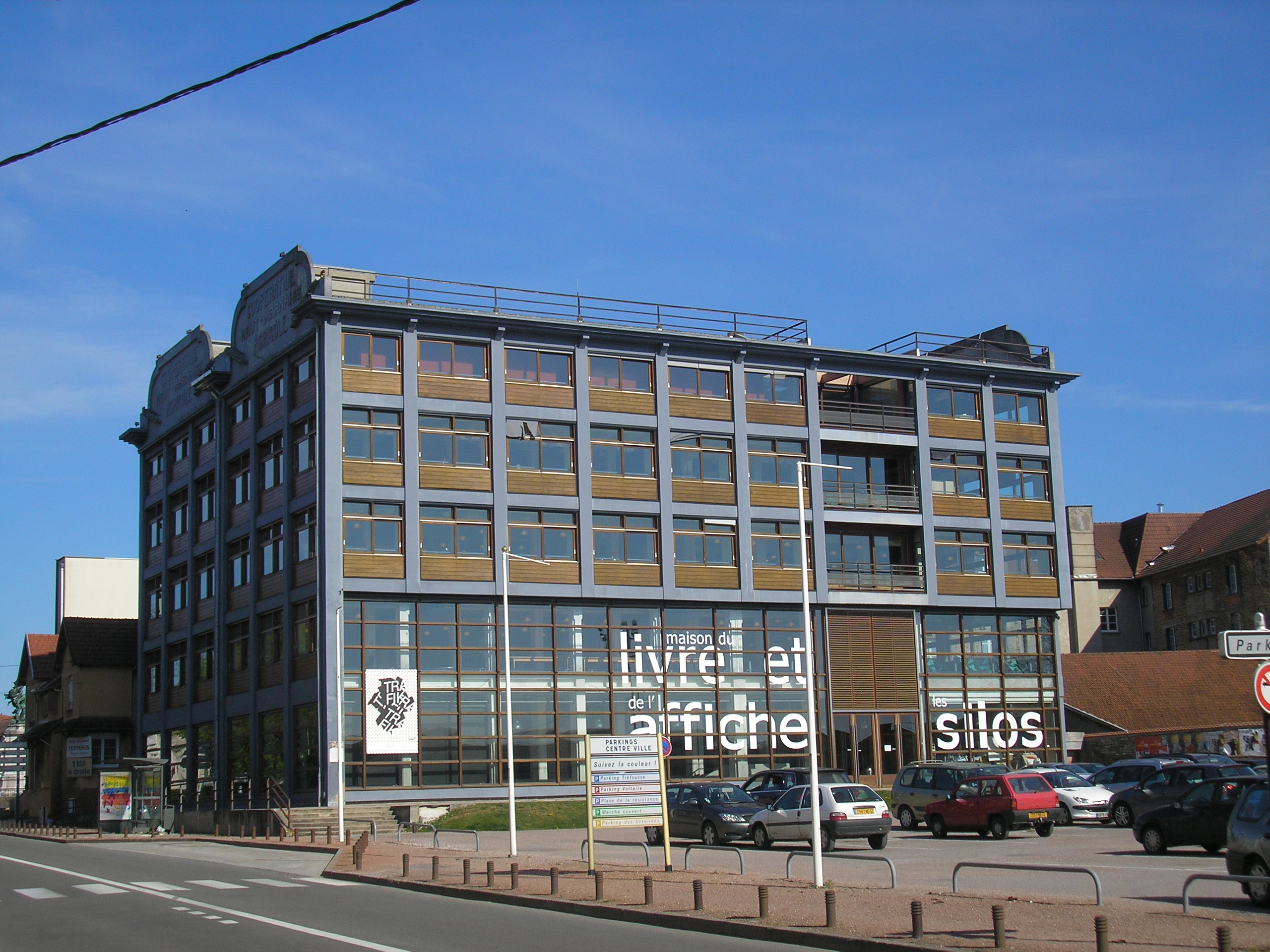
Les Silos (1935).

La Maison du Livre et de l'Affiche Les Silos est un centre culturel (médiathèque, centre des arts graphiques). Construits en 1935, les Silos étaient une coopérative agricole dans le style architectural années 1930. En 1994 ils sont réhabilités par l'atelier d'architecture Canal, de Patrick Rubin. Les Silos abritent la médiathèque, les bureaux du Festival international de l'affiche et des arts graphiques de Chaumont, et ceux du Pôle graphisme. Bien que n'étant pas un musée, Les Silos accueillent de temps à autre des expositions d'affiches en plus des expositions habituelles de la médiathèque.